# 圣让德克里约隆
圣让德克里约隆（法語：Saint-Jean-de-Crieulon，法語發音：[sɛ̃ ʒɑ̃ də kʁijœlɔ̃]）是法国加尔省的一个市镇，位于该省西部，属于勒维冈区。

## 地理
圣让德克里约隆（43°58'20"N, 3°59'32"E）面积5.57 平方千米，位于法国奧克西塔尼大區加尔省，该省份为法国南部沿海省份，南端濒地中海，北起顺时针与阿尔代什省、沃克吕兹省、罗讷河口省、埃罗省、阿韦龙省和洛泽尔省接壤。
与圣让德克里约隆接壤的市镇（或旧市镇、城区）包括：迪尔福和圣马丹德索斯纳克、洛格里扬弗洛里扬、基萨克、圣纳泽尔代加尔迪耶、索沃。

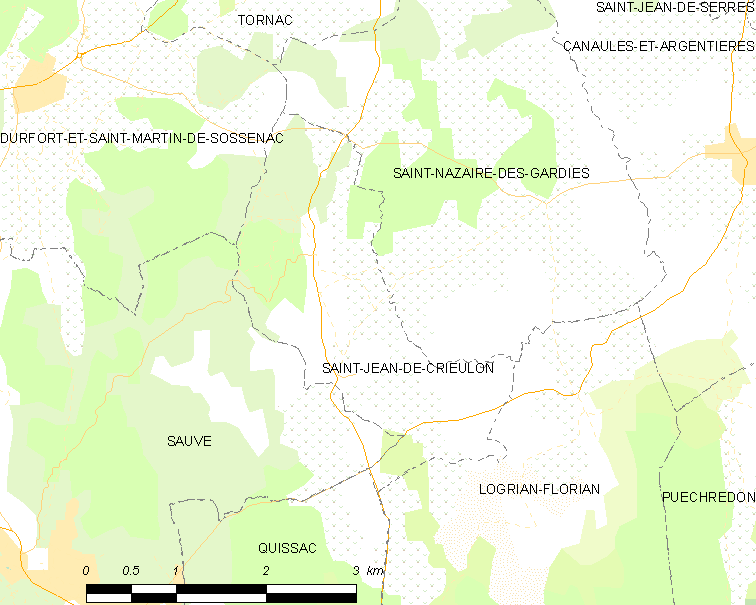
圣让德克里约隆的OSM定位图

圣让德克里约隆的时区为UTC+01:00、UTC+02:00（夏令时）。

## 行政
圣让德克里约隆的邮政编码为30610，INSEE市镇编码为30265。

## 政治
圣让德克里约隆所属的省级选区为基萨克县。

## 人口

1962-2008年间圣让德克里约隆人口变化图示

圣让德克里约隆于2022年1月1日时的人口数量为254人。